# František Straka
František Straka (České Budějovice, 21 maggio 1958) è un allenatore di calcio ed ex calciatore ceco, di ruolo centrocampista.

## Carriera

### Calciatore

#### Nazionale
Con la Nazionale della Cecoslovacchia conta 35 presenze, tra cui quelle collezionate nel campionato del mondo 1990. Ha anche la cittadinanza tedesca e parla tedesco fluente.

### Allenatore

#### Nazionale
Nel 2009 è diventato selezionatore della Repubblica Ceca che ha allenato in un'unica occasione: la gara amichevole contro Malta del 5 maggio 2009.

## Palmarès

### Giocatore

#### Competizioni nazionali
- Campionato cecoslovacco: 5

Sparta Praga: 1983-1984, 1984-1985, 1986-1987, 1987-1988
- Coppa di Cecoslovacchia: 3

Sparta Praga: 1979-1980, 1983-1984, 1987-1988

#### Competizioni internazionali
- Coppa Piano Karl Rappan: 2

Sparta Praga: 1980, 1985

### Allenatore
- Coppa della Repubblica Ceca: 2

Teplice: 2002-2003
Sparta Praga: 2003-2004
- Supercoppa di Slovacchia: 1

Slovan Bratislava: 2014